# (5088) Tancredi
(5088) Tancredi est un astéroïde de la ceinture principale.

## Description
(5088) Tancredi est un astéroïde de la ceinture principale. Il fut découvert le 22 août 1979 par l’astronome suédois Claes-Ingvar Lagerkvist à La Silla. Il présente une orbite caractérisée par un demi-grand axe de 3,10744730 UA, une excentricité de 0,157560096 et une inclinaison de 2,585068139° par rapport à l'écliptique.
Il fut nommé en l'honneur de l’astronome uruguayen Gonzalo Tancredi.

## Compléments